# Habroloma triangulare
Habroloma triangulare é uma espécie de insetos coleópteros polífagos pertencente à família Buprestidae.
A autoridade científica da espécie é Lacordaire, tendo sido descrita no ano de 1835.
Trata-se de uma espécie presente no território português.